# Tân Lang
Tân Lang là một xã thuộc huyện Phù Yên, tỉnh Sơn La, Việt Nam.
Xã có diện tích 60,81 km², dân số năm 1999 là 5.405 người, mật độ dân số đạt 89 người/km².